# Agrostis tolucensis
Agrostis tolucensis é uma espécie de gramínea do gênero Agrostis, pertencente à família Poaceae.